# Dolo (Secchia)
Der Dolo ist ein rechter Nebenfluss der Secchia und bildet die Grenze zwischen den italienischen Provinzen Reggio Emilia und Modena. 
Er hat eine Länge von 26 km. Etwa 5 km oberhalb der Mündung in die Secchia mündet der Dragone von rechts ein.
Bei Fontanaluccia gibt es einen Staudamm, der ein 14 km flussabwärts bei Farneta gelegenes Wasserkraftwerk versorgt.

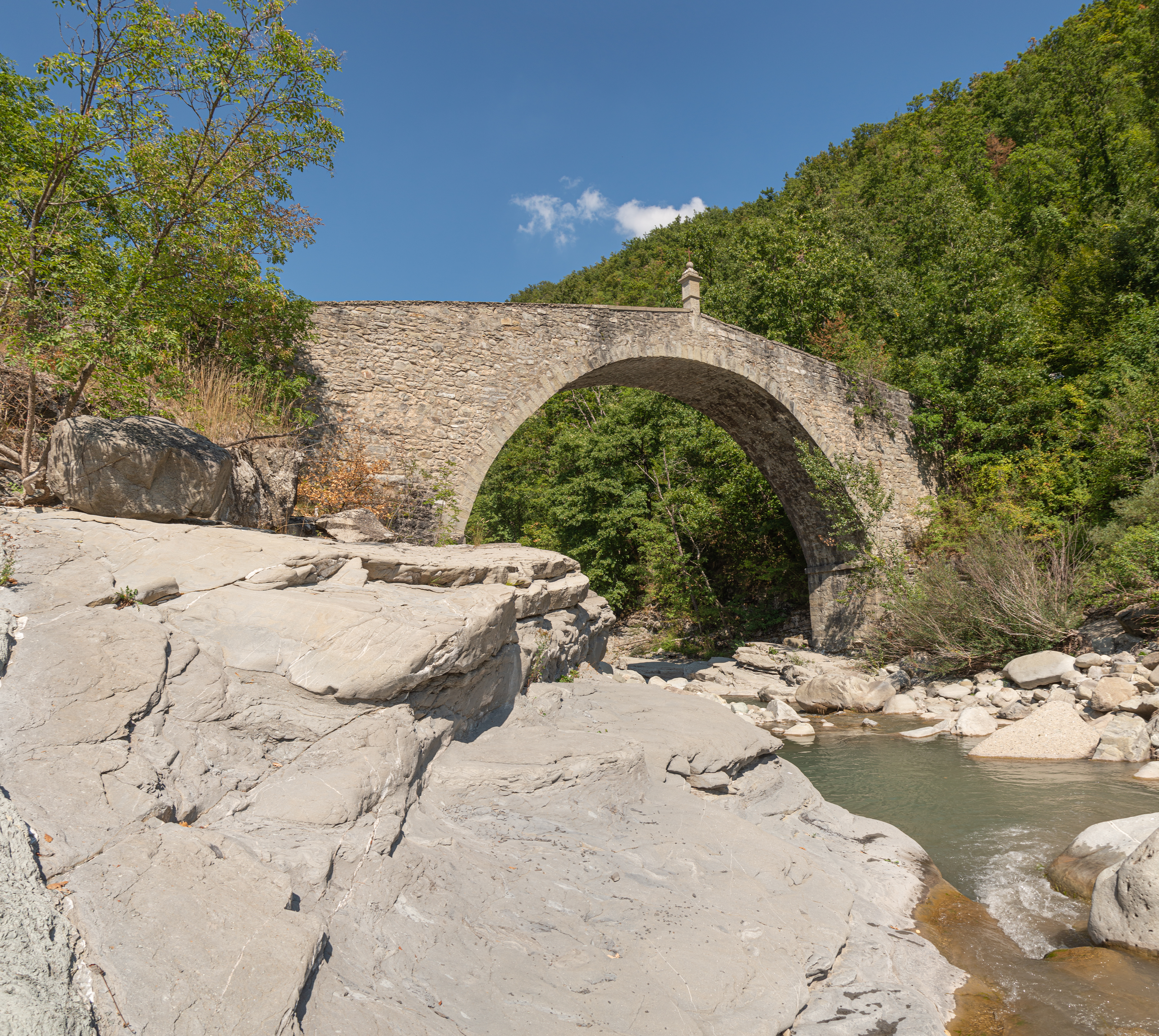
Brücke bei Ca’ di Gnano, Villa Minozzo, 2021